# Batalla de Fort Donelson
La batalla de Fort Donelson fue un enfrentamiento bélico de la guerra civil estadounidense que tuvo lugar entre el 11 y el 16 de febrero de 1862 en el estado de Tennessee. Terminó con una victoria decisiva de la Unión y la captura de más de 12000 prisioneros.

## Descripción

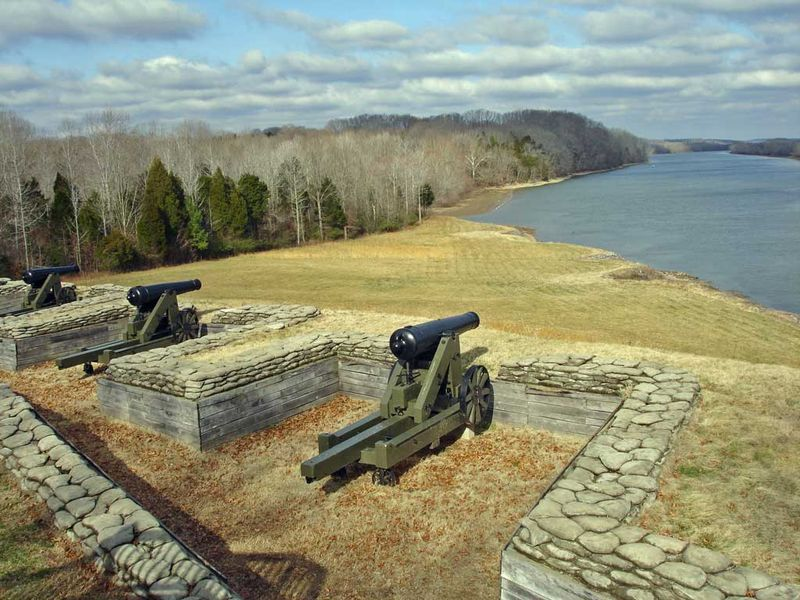
Ruinas del Fort Donelson, a orillas del río Cumberland.

Fort Donelson tenía una extensión de alrededor de 40 hectáreas y estaba situado a 30 metros de altura, en terreno seco, dominando el cauce del rio Cumberland, en el estado de Tennessee. Estaba equipado con una potente artillería y su perímetro estaba protegido por 5 km de trincheras dispuestas en semicírculo. Recibió su nombre en honor al general de brigada Daniel Smith Donelson, quien seleccionó la ubicación e inició la construcción en 1861. Su situación era clave para controlar el acceso a Nashville, capital del estado de Tennessee y uno de los pocos centros industriales del Sur.
Las fuerzas de la Unión dirigidas por el general Grant, capturaron Fort Henry el 6 de febrero de 1862, tras lo cual el siguiente objetivo era tomar Fort Donelson cuya estratégica posición era de gran importancia militar. El 14 de febrero, la flota fluvial de la Unión formada por vapores blindados fuertemente armados, atacaron con sus cañones el fuerte, pero tuvieron que retirarse después de sufrir importantes daños. El 15 de febrero el ejército terrestre de la Unión tenía Fort Donelson completamente rodeado, ante lo cual los confederados realizaron un ataque sorpresa para romper las líneas enemigas y escapar hacia la ciudad de Nashville. El ataque tuvo inicialmente éxito, logrando abrir una ruta de escape, pero finalmente fracasó, dando la oportunidad a las fuerzas confederadas de realizar un contraataque con éxito. 
Durante la noche los tres principales oficiales del fuerte: Floyd, Pillow y Simon Bolivar Buckner, debatieron acerca de su difícil situación. Floyd y Pillow temiendo ser capturadas decidieron huir por el río aprovechando la oscuridad con alrededor de 1500 hombres, Nathan Bedford Forrest también pudo escapar por tierra, con su brigada de caballería, pero la mayor parte de la guarnición estaba atrapada. En la mañana del 16 de febrero, el general Simon Bolivar Buckner, que había quedado al mando, envió una nota a Grant ofreciendo la rendición, Grant respondió indicando que solo aceptaría la rendición incondicional, la cual se produjo aquel mismo día.
La toma de Fort Henry y Fort Donelson supusieron la captura de más de 12000 prisioneros y fueron las primeras victorias significativas de la Unión en la guerra, dando la posibilidad de invadir el Sur a través del cauce de dos grandes ríos. Por esta acción Grant fue ascendido a mayor general.